# Banco Bilbao Vizcaya Argentaria

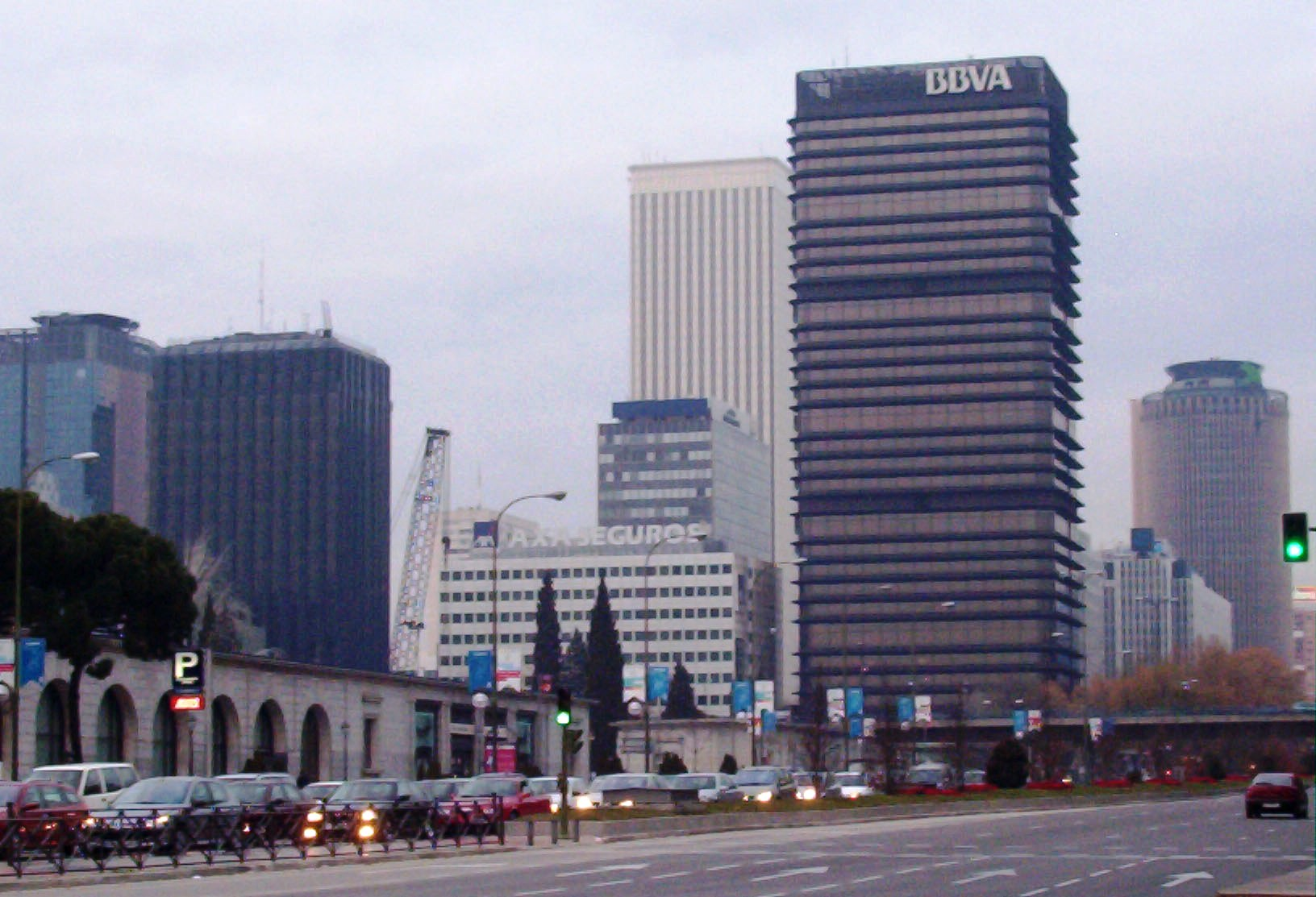
Clădirea BBVA din Madrid

Banco Bilbao Vizcaya Argentaria (BBVA), (NYSE: BBV, BMAD: BBVA) este un grup bancar multinațional basc.  Grupul a fost format în 1999 prin fuzionarea a două bănci, Banco Bilbao Vizcaya și Argentaria, care la rândul lor rezultaseră prin amalgamarea a foste trei importante bănci spaniole, Banco de Bilbao, Banco de Vizcaya și Banco Exterior de España cu alte entități bancare minore.
BBVA este a doua bancă ca mărime din Spania și a cinsprezecea instituție financiară din lumea occidentală cu o capitalizare de piață de peste 61 de miliarde de €. Banca a început recent o campanie de extindere, operând în momentul de față în 40 de țări. Ca multe alte companii spaniole, se bucură de o poziție dominantă în țările hispaniole ale Americii Latine. De asemenea grupul este prezent și în multe state mediteraneene, în special Portugalia și Italia, anunțându-și de altfel intenția de a se extinde și în Statele Unite ale Americii și Asia.

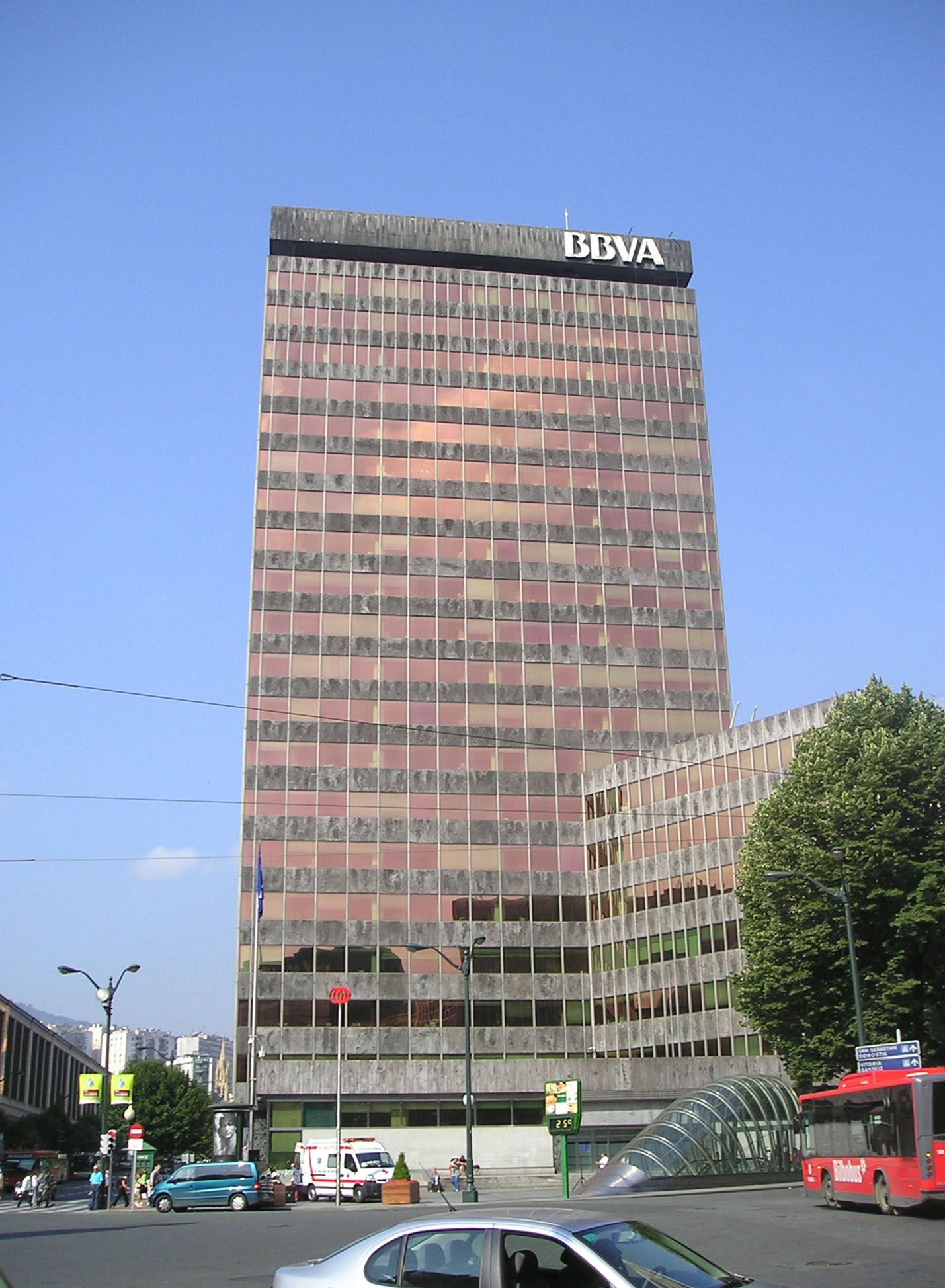
Birourile BBVA din Bilbao